# Aalkorb (Waischenfeld)
Aalkorb ist ein Gemeindeteil der Stadt Waischenfeld im Landkreis Bayreuth (Oberfranken, Bayern). Aalkorb liegt in der Gemarkung Nankendorf.

## Lage
Der Weiler liegt rund drei Kilometer nördlich von Waischenfeld und ist über die Staatsstraße 2191 zu erreichen.